# Wallfahrtskapelle St. Florian

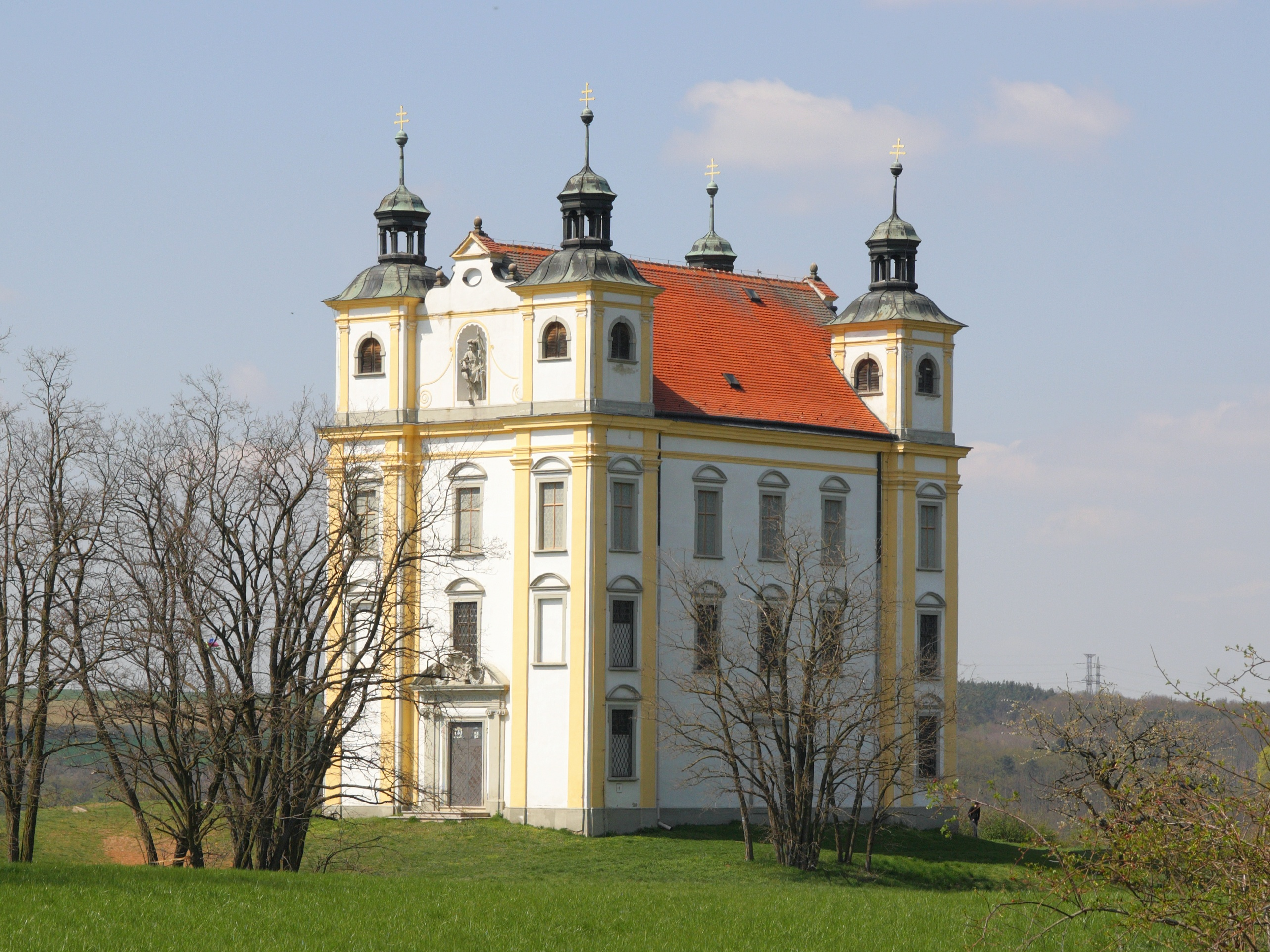
Wallfahrtskapelle St. Florian

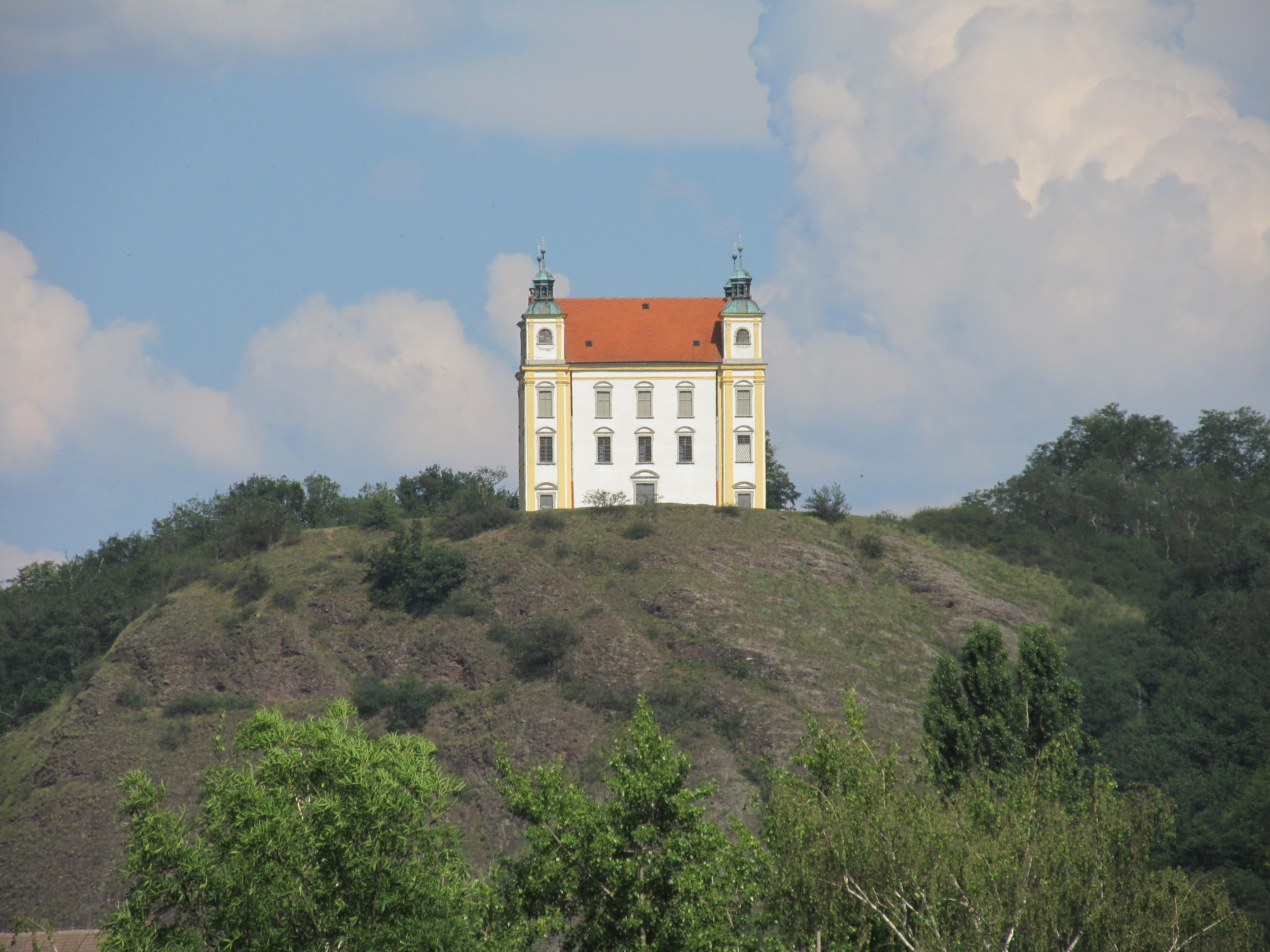
Wallfahrtskapelle mit Floriansberg

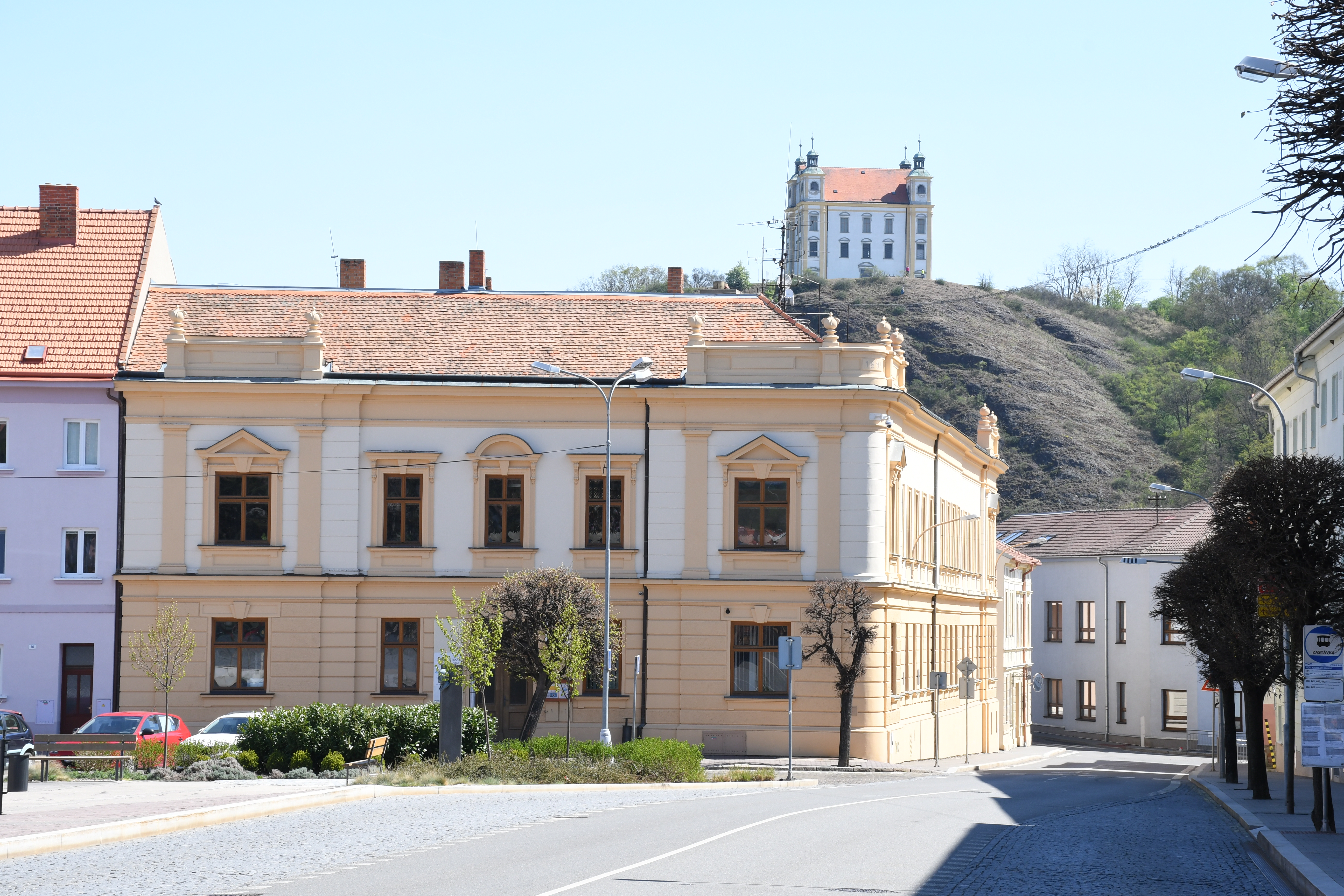
Blick vom Markt zur Kapelle

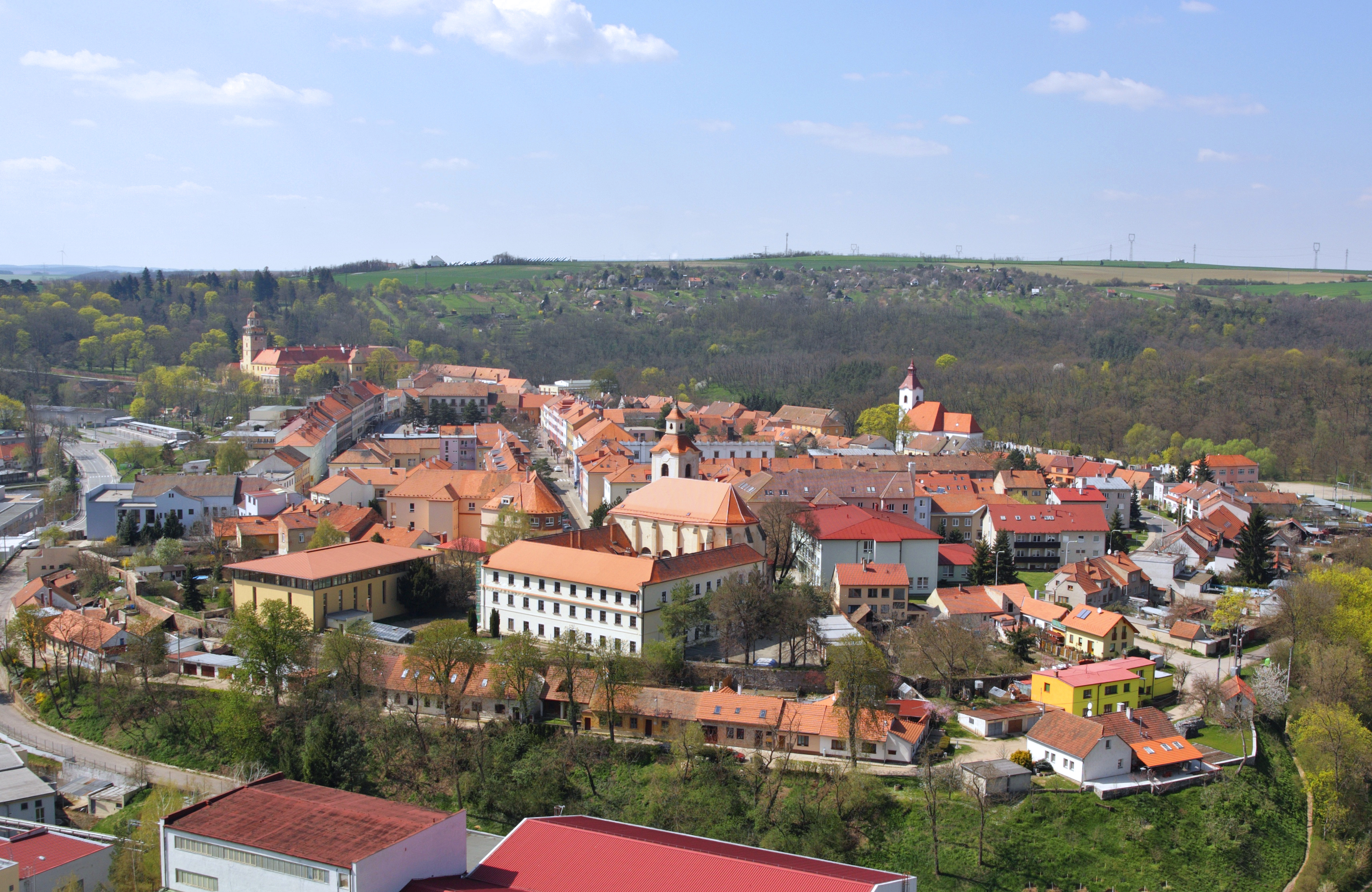
Blick von der Kapelle auf das Stadtzentrum

Die barocke Wallfahrtskapelle St. Florian (tschechisch Poutní kaple Sv. Floriána) ist eine Dominante der Stadt Moravský Krumlov (Mährisch Kromau) in Tschechien.

## Lage
Die Kapelle thront östlich, ca. 50 m über der in einem Mäanderkessel der Rokytná gelegenen Stadt, auf dem zu einem Hochplateau gehörigen Geländesporn Floriánek (Floriansberg, 308 m n.m.). Nordöstlich erheben sich die Vinohrady (338 m n.m.), im Osten die Strážná hora (312 m n.m.) und südlich der Křepelčí vrch (312 m n.m.). Anderthalb Kilometer östlich liegt an der Hrušovany nad Jevišovkou–Brno der Bahnhof Moravský Krumlov, von dem ein Wanderweg zur Kapelle und hinab zu Stadt führt.

## Geschichte
Der heilige Florian galt schon seit Langem als Schutzheiliger der Stadt Moravský Krumlov. 1623 wurde auf dem Markt ein Florianibrunnen mit Statue errichtet. Nach dem verheerenden Brand von 25. April 1690, bei dem ein Großteil der Stadt zerstört wurde, reifte in der Bürgerschaft der Wunsch, ihren Schutzpatron mit einer Kapelle zu ehren.
Der Legende zufolge soll Anton Florian von Liechtenstein auf der Rückkehr von der Jagd in ein Unwetter geraten sein, bei dem seine Pferde durchgingen und schließlich auf wundersame Weise am Rande der damals Spielberg genannten Klippe anhielten. Zum Dank für die Rettung soll er den Bau der Kapelle veranlasst haben.
Der Baubeginn war im Jahre 1695, am 30. Juni 1697 wurde die damals fünftürmige Kapelle mit drei Eingängen geweiht. Im Innern befanden ursprünglich sich zwei Altäre und eine Orgel. Das Geläut bestand aus zwei Glocken.
Während des Österreichisch-Französischen Kriegs lagerten 1809 in der Gegend ca. 10.000 Franzosen. Nach dem Abzug des französischen Heeres blieb die Kapelle verwüstet und geplündert zurück. 1829 wurde eine der beiden Glocken gestohlen.
Erst 1833 entschied sich die Herrschaft Kromau für eine Wiederherstellung der Kapelle. Finanziert wurde dies durch Spenden und Sammlungen aus der Bevölkerung. Der liechtensteinische Gutsinspektor Matthias Zimmermann beschaffte 1833 aus der Kapelle in Groß Ullersdorf eine neue Ausstattung und stiftete der Kapelle zudem ein Marienbild. Die Stadt Kromau schenkte der Kapelle die Sturmglocke des Rathauses. Die Weihe fand am 4. Mai 1834 statt. Wenig später konnte auch eine neue Orgel gekauft werden, die anlässlich des 148. Jahrestages des großen Stadtbrandes am 25. April 1838 erstmals bespielt wurde.
Nach dem Februarumsturz von 1948 wurde die Kapelle dem Verfall preisgegeben. Die Ausstattung einschließlich der Orgel wurden in den 1960er Jahren zerstört und das Hochaltarbild beschädigt.
Zwischen 1968 und 1969 ließ das Pfarramt Reparaturen zur Rettung der Kapelle durchführen. Nach der Samtenen Revolution wurde die traditionelle Wallfahrt am ersten Sonntag nach St. Florian wiederbelebt. In den Jahren 1997 und 1998 erfolgte eine Sanierung der Kapelle, deren Abschluss am 10. Mai 1998 mit der Wallfahrt gefeiert wurde. Danach erhielt die Kapelle noch eine abendliche Beleuchtung.
Neben der Wallfahrt ist die Kapelle auch zu Gottesdiensten und Konzerten zugänglich.

## Beschreibung
Die entlang einer Nord-Süd-Achse aus behauenen Steinen errichtete einschiffige Kapelle hat einen rechteckigen Grundriss mit Eckrisaliten. Auf jeder der vier Ecken befindet sich ein niedriger Turmaufsatz mit Laterne. In den östlichen Ecktürmen befinden sich Seitenkapellen, in den westlichen Wendeltreppen. Die Treppe im nordwestlichen Turm führt auf die Galerie, die südwestliche auf das Organistrum. Ursprünglich hatte sie noch einen Mittelturm. In den Außenwänden sind auf zwei Etagen Fenster angeordnet, wobei die obere Fensterreihe als Blindfenster mit einem im Putz angedeuteten Fensterkreuz ausgeführt ist. Zwischen den Türmen an der nördlichen und südlichen Fassade befinden sich Volutengiebel. In den Südgiebel ist in der dritten Etage über dem Portal eine Muschelnische mit einer Statue des hl. Florian eingelassen, die Heiligenfigur soll aus dem Jahre 1706 stammen.
Der Grundriss des Saals hat die Form eines länglichen Achteckes, über der Saalmitte befindet sich ein gestauchtes Tonnengewölbe mit einer Öffnung nach oben. Das barocke Hochaltarbild des hl. Florian schuf im Jahre 1702 der Maler Johann Georg Gutwein.
Die Kapelle ist als Kulturdenkmal geschützt.